# Rhipidia (Rhipidia) pulcherrima
Rhipidia (Rhipidia) pulcherrima is een tweevleugelige uit de familie steltmuggen (Limoniidae). De soort komt voor in het Australaziatisch gebied.